# Wavrechain-sous-Denain
Wavrechain-sous-Denain is een gemeente in het Franse Noorderdepartement (Frans: département du Nord) (regio Hauts-de-France). De plaats maakt deel uit van het arrondissement Valenciennes. Wavrechain-sous-Denain telde op 1 januari 2022 1.606 inwoners.

## Geografie
De oppervlakte van Wavrechain-sous-Denain bedroeg op 1 januari 2022 2,37 vierkante kilometer; de bevolkingsdichtheid was toen 677,6 inwoners per km².

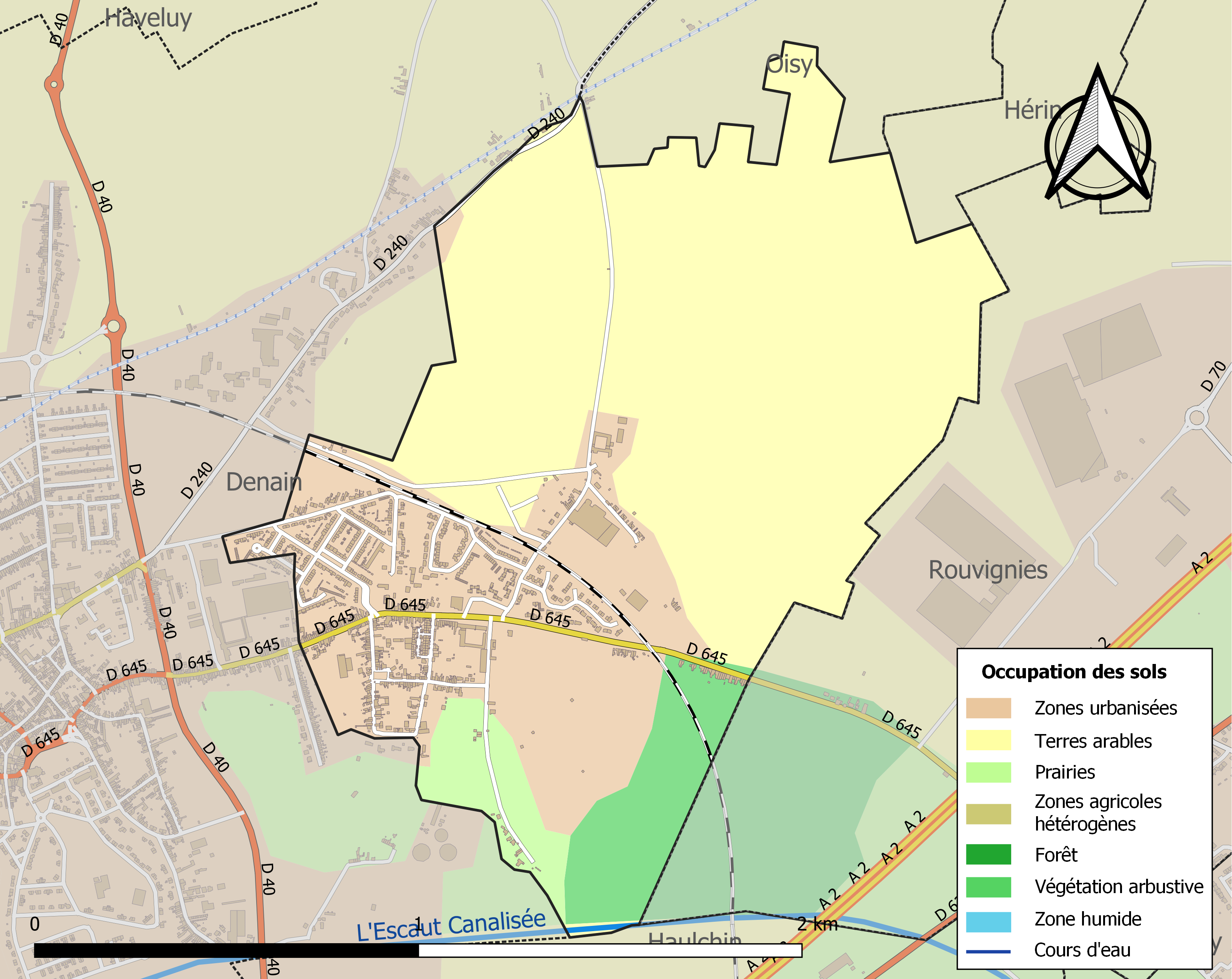
Kaart van de gemeente met belangrijkste infrastructuur, bodemgebruik en omliggende gemeenten

## Demografie
Onderstaande figuur toont het verloop van het inwonertal (bron: INSEE-tellingen).